# Зеленоборский сельсовет (Курганская область)
Зеленоборский сельсовет — упразднённые административно-территориальная единица и сельское поселение в Шадринском районе Курганской области Российской Федерации.
Административный центр — село Зеленоборское.
С 23 декабря 2021 года Законом Курганской области от 10.12.2021 № 140 муниципальный район был преобразован в муниципальный округ, в административном районе упразднён сельсовет.

## История
Статус и границы сельского поселения установлены Законом Курганской области от 4 ноября 2004 года № 734 «Об установлении границ муниципального образования Зеленоборского сельсовета, входящего в состав муниципального образования Шадринского района».

## Население
| 1989 | 2002 | 2004 | 2010 | 2012 | 2013 | 2014 |
| ---- | ---- | ---- | ---- | ---- | ---- | ---- |
| 779  | ↘495 | ↘468 | ↘323 | ↗330 | ↘309 | ↘295 |
| 2015 | 2016 | 2017 | 2018 | 2019 | 2020 |      |
| ↘283 | ↘282 | ↘277 | ↘274 | ↘261 | ↘243 |      |

## Состав сельского поселения
| № | Населённый пункт | Тип населённого пункта       | Население |
| - | ---------------- | ---------------------------- | --------- |
| 1 | Зеленоборское    | село, административный центр | ↘257      |
| 2 | Ольховское Озеро | деревня                      | ↘8        |
| 3 | Песьяное         | деревня                      | ↘58       |
| 4 | Саткан           | деревня                      | ↘0        |